# Affing
Affing est une commune de Bavière (Allemagne) de 5 300 habitants, située dans l'arrondissement d'Aichach-Friedberg.
La commune est composée des villages suivants: Anwalting, Aulzhausen, Bergen, Frechholzhausen, Gebenhofen, Haunswies, Iglbach, Katzenthal, Miedering, Mühlhausen et Pfaffenzell.